# 프리에비자구

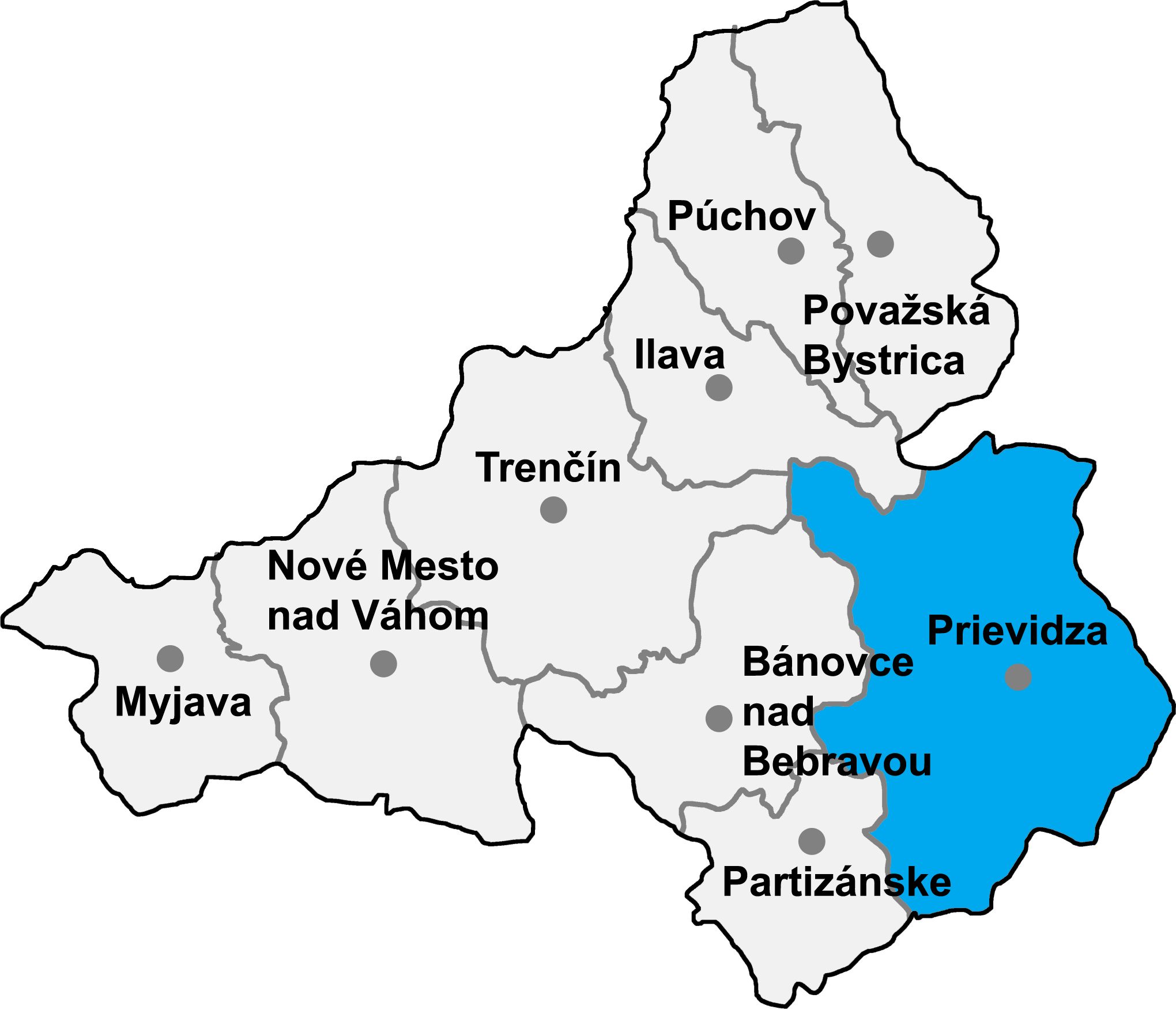
프리에비자구의 위치

프리에비자구(슬로바키아어: Okres Prievidza)는 슬로바키아 트렌친주를 구성하는 9개 구 가운데 하나로 행정 중심지는 프리에비자이며 면적은 959.77km2, 인구는 136,554명(2014년 기준), 인구 밀도는 142.28명/km2이다.
트렌친주 남동부에 위치하며 52개 지방 자치체(4개 시, 48개 마을)를 관할한다. 북서쪽으로는 일라바구, 트렌친구, 서쪽으로는 바노우체나트베브라보우구, 남서쪽으로는 파르티잔스케구, 남쪽으로는 반스카비스트리차주 자르노비차구, 지아르나트흐로놈구, 동쪽으로는 질리나주 투르치안스케테플리체구, 북동쪽으로는 질리나주 마르틴구, 북쪽으로는 질리나주 질리나구와 접한다.